# Jonas Andersson i Häckenäs
Jonas Andersson i riksdagen kallad Andersson i Häckenäs, född 29 september 1810 i Undenäs församling, Skaraborgs län, död 4 februari 1887 i Rogslösa församling, Östergötlands län, var en svensk hemmansägare, lantbrukare och politiker.

## Biografi
Andersson flyttade i unga år till Rogslösa i Östergötland där han blev hemmansägare och lantbrukare, och också var kommunalt aktiv. Han var även verksam i den lokala sparbanksrörelsen samt satt i ledningen för Östergötlands läns folkhögskola.
Andersson var riksdagsledamot för bondeståndet för Aska, Dals och Bobergs härader vid ståndsriksdagarna 1856/1858, 1859/1860, 1862/1863 samt 1865/1866. Han utmärkte sig bland sina ståndsbröder efter att genom studier av Parkers och Ignells skrifter skaffat sig ett ovanligt förråd av kunskaper, vilket gjorde att han intog en framskjuten plats i riksdagen. Vid de tre sista ståndsriksdagarna var han ledamot av statsutskottet.
Efter tvåkammarriksdagens införande blev Andersson ledamot i andra kammaren för Aska, Dals och Bobergs domsagas valkrets 1867–1869 samt 1873–1884. År 1867 tillhörde han Ministeriella partiet, men övergick till Nyliberala partiet 1868 och kvarstod där mandatperioden ut. Under sin andra riksdagsperiod 1873–1884 tillhörde han Lantmannapartiet.
I riksdagen var han bland annat ledamot i statsutskottet 1867 och 1876–1878 samt i konstitutionsutskottet 1868, 1874–1875 och 1879–1884. Han engagerade sig bland annat i olika skatte- och skolfrågor. I kulturfrågor intog han en frisinnad hållning, och gjorde sig dessutom bl.a. bemärkt genom sina motioner om skjutsskyldighetens skiljande från jordbruket, som också ledde till praktiskt resultat. I hemorten var han medlem av styrelsen för Östgöta hypoteksförening och 1863–1872 landstingsman. Åren 1867–1869 var han fullmäktig i riksgäldskontoret.